# Stara Synagoga w Świdnicy
Synagoga w Świdnicy – pierwsza murowana synagoga znajdująca się w Świdnicy, przy dzisiejszej ulicy Kotlarskiej 16.
Synagoga została zbudowana w XIV wieku. W 1453 roku za sprawą działalności Jana Kapistrana wszystkich Żydów wygnano z miasta, a synagogę zamieniono na kościół pod wezwaniem Bożego Ciała. W XVI wieku budynek przebudowano na arsenał miejski, a w XVIII wieku na magazyny.
Na przełomie XIX i XX wieku budynek dawnej synagogi przeszedł gruntowny remont. W dalszym ciągu do dziś budynek służy jako magazyn.
Murowany, dwunawowy i dwutaktowy budynek synagogi wzniesiono na planie litery F. Do dziś zachował się tylko częściowo wystrój zewnętrzny. Wnętrze po wielu przebudowach utraciło pierwotny układ. Całość jest przykryta dachem dwuspadowym.